# Kemeneshőgyész
Kemeneshőgyész là một thị trấn thuộc hạt Veszprém, Hungary. Thị trấn này có diện tích 26,08 km², dân số năm 2010 là 516 người, mật độ 20 người/km².